# Sten Söderberg (författare)
Sten Valdemar Söderberg, född 26 augusti 1908 i S:t Matteus församling, Stockholm, död 1 mars 1981 i Sankt Görans församling, Stockholm, var en svensk journalist, författare och översättare.

## Biografi
Sten Söderberg studerade vid Stockholms högskola 1928–1930 och vid Londons universitet 1929. Söderberg medarbetade i Dagens Nyheter 1928–1933, i Morgontidningen i Göteborg 1933–1936, i Nya Dagligt Allehanda 1936–1944, i Industria 1946–1971. Han var vidare redaktör för Katolsk kyrkotidning 1959–1963. Under 1970-talet medverkade han flitigt i radioprogrammet Svar idag tillsammans med bland andra Per-Erik Lindorm som han också skrev boken Första List Boken (1979) tillsammans med.
Som skönlitterär författare debuterade Sten Söderberg i egenskap av lyriker med Pengar (1934) och senare utkom han med diktsamlingen Fem procents ackord (1939). Han har vidare skrivit romanerna Vita hästar (1938), där han belyser ståndscirkulationen genom att följa en skotsk familj i Göteborg från 1740 fram under sex generationer, Blåa band (1940), som har anknytning till Göta kanals byggande, Katten till i dag (1942), en politisk samtidsskildring, Mannen som ingen kände (1947), där huvudpersonen är Alfred Nobel, och Störst i landet (1951), en satirisk skildring ur tidningsmannalivet. Ytterligare böcker är Farväl till tron (1958), Någon till ära (1959), Uppfinnaren Gustaf Dalén (1967) och Den snillrika människan (1979). Han skrev också ett par pojkböcker, industrimonografier och utredningar samt filmmanuskript. Han var även en av sin tids flitigaste översättare; 1974 summerade Litteraturlexikon hans övriga aktiviteter sålunda: "ca 300 översättn, cirka 1 000 radio- o TV-program; föreläsare; filmmanus".
Han var son till expeditionsföreståndaren Valdemar Söderberg och Anna Dahlström. Han var 1930–1935 gift med översättaren Irmgard Pingel (1909–2008) och fick med henne sonen Lasse Söderberg 1931. År 1936 gifte han sig sedan med Hervor Setterborg (1912–1989), dotter till grosshandlaren Carl Setterborg och Dagny Seydel.
Söderberg är begravd på Katolska kyrkogården i Stockholm.

### Översättningar (urval)
- John Jennings: Näst efter mod (Next to valour) (Natur och kultur, 1939)
- Nevil Shute: Vi flyger idag, Mona!: en engelsk stridsflygares roman (Landfall: a channel story) (Geber, 1941)
- Anya Seton: Det hände på Dragonwyck (Dragonwyck) (B. Wahlström, 1945)
- Lion Feuchtwanger: Simone (Simone) (Ljus, 1945)
- Richard Aldington: Casanova (The romance of Casanova) (Wahlström & Widstrand, 1947)
- Henry Miller: Den luftkonditionerade mardrömmen (The air-conditioned nightmare) (Geber, 1948)
- Dwight D. Eisenhower: Korståg i Europa (Crusade in Europe) (Saxon & Lindström, 1948)
- Ngaio Marsh: Sjunga mördarens visa (Spinsters in jeopardy) (Almqvist & Wiksell/Geber, 1954)
- Leon Uris: Kanske aldrig mer (Battle cry) (Gothia, 1955)
- Alistair MacLean: HMS Ulysses (H.M.S. Ulysses) (Forum, 1956)
- H. C. Andersen: De båda baronessorna (De to baronesser) (Saxon & Lindström, 1959)
- Joseph Conrad: Nostromo (Nostromo) (Saxon & Lindström, 1960)
- Bertrand Russell: Har människan en framtid? (Has man a future?) (översatt tillsammans med Anders Byttner) (Natur och kultur, 1962)

### Filmmanus
- Seger i mörker (tillsammans med Gardar Sahlberg och Rune Lindström) (regi Gösta Folke, 1954)